# Hôtel de Ville - Louis Pradel (metrostation)
Hôtel de Ville - Louis Pradel is een metrostation aan lijn A in de Franse stad Lyon en tevens eindstation van lijn C van de metro van Lyon. Het station is gelegen onder de Place Louis Pradel, naast de Opera op het Presqu'île in het 1e arrondissement, op de rechteroever van de rivier de Rhône. Louis Pradel, die mede zijn naam aan het station heeft gegeven, was burgemeester van Lyon van 1957 tot 1976. Hij heeft besloten tot de aanleg van de metro.
Het station is geopend op 2 mei 1978 toen lijn A in gebruik werd genomen. Om de verbinding met de wijk La Croix-Rousse te verzorgen is op die dag ook het nieuwe eindstation van lijn C geopend, een tot metrolijn omgebouwde en verlengde kabelspoorweg. De perrons van lijn A liggen direct onder het straatniveau voor het gebouw van de Opéra. De perrons van lijn C zijn georganiseerd volgens de Spaanse methode, waarin er aan een kant van de trein uitgestapt wordt en aan de andere kant ingestapt. Door pilaren in het station kan er aan de uitstapzijde niet van alle deuren in de metrostellen gebruikgemaakt worden.
Het station bevindt zich in de wijk Terreaux, en ook de bewoners van de wijk Saint-Vincent en die van het onderste gedeelte van de hellingen van La Croix-Rousse kunnen gebruikmaken van dit station. Belangrijke punten in de omgeving zijn: de Opera, het Stadhuis, het Musée des Beaux-Arts en Place des Terreaux.